# Радиовълни
Радиовълните са електромагнитни вълни с дължина на вълната ламбда (λ) от 0,1 mm до 100 km. Те заемат дълговълновата част от спектъра на електромагнитните вълни. Използват се за предаване на информация (говор, музика, изображения). Създават се около проводник, в който протича променлив ток с висока честота и се излъчват чрез предавателна антена. Характерът на разпространението им в земната атмосфера зависи от дължината им. Попаднали върху приемна антена, индуцират в нея сигнали, подобни на тези, които са били генерирани от източника им.
На фигурата е показана диаграмата на електрическото и магнитното полета на радиовълна, излъчвана от несиметричен четвъртвълнов вибратор (мо̀нопол), означен с малка дебела вертикална линия в центъра. Диаграмата представлява напречно сечение на пространствената диаграма на излъчване – триизмерно тяло, което е симетрично спрямо вертикалната ос на антената (вертикалната пунктирана линия). Силовите линии на електрическото поле са плътните криви линии. Силовите линии на магнитното поле са хоризонтални кръгове около оста на антената, перпендикулярни на равнината на чертежа, и я пресичат в местата, означени с кръстове (от наблюдателя към чертежа) и точки (от чертежа към наблюдателя). Векторите на напрегнатостта (интензитета) на електрическото поле E, на магнитното поле H и векторът на Пойнтинг (който съвпада с посоката на разпространение) са взаимно перпендикулярни и са изобразени на графиката долу вдясно.

## Основни параметри
Радиовълните пренасят в пространството енергия, излъчена от генератор на електромагнитни трептения. Те се образуват при изменението на електрическото поле, например, когато през проводник преминава високочестотен променлив ток или когато в пространството възникват електрически разряди, които създават кратки затихващи трептения с неопределена честота.
Електромагнитното излъчване се характеризира с честота, дължина на вълната, скорост на разпространение и мощност (енергия). Честотата на електромагнитните вълни показва колко пъти в секунда се променя направлението на електрическия ток в излъчвателя и следователно, колко пъти в секунда се изменя във всяка точка на пространството величината на електрическото и магнитното поле. Измервателната единица за честота се нарича херц (Hz) на името на немския учен Хайнрих Херц. 1 Hz е един пълен период на колебанието (трептението) в секунда. Производни единици за честота са:
- 1 килохерц (kHz) = 103 Hz – хиляда колебания в секунда (s).
- 1 мегахерц (MHz) = 106 Hz – 1 милион колебания в секунда.
- 1 гигахерц (GHz) = 109 Hz – 1 милиард колебания в секунда.
- 1 терахерц (THz) = 1012 Hz – 1 билион колебания в секунда.

Свободното пространство е еднородна непоглъщаща среда с относителна диелектрична проницаемост, равна на единица (ε'=1). То включва атмосферата и космическото пространство (въздух и вакуум). Радиовълните, както и другите електромагнитни вълни, се разпространяват в свободното пространство със скоростта на светлината във вакуум 
{\displaystyle v=c=299} {\displaystyle 792} {\displaystyle 458} {\displaystyle m/s} {\displaystyle \approx } {\displaystyle 3.10}8 {\displaystyle m/s}.
Знаейки скоростта на движение на електромагнитните вълни, може да се определи разстоянието между точките в пространството, където електрическото (или магнитно) поле се намират в еднаква фаза. Това разстояние се нарича дължина на вълната.
Дължината на радиовълните (в метри) се определя по формулата:
{\displaystyle \lambda ={c \over f}},
където честотата на електромагнитното излъчване е в херци {\displaystyle f[Hz]}, или за по-лесно:
{\displaystyle \lambda \approx {300 \over f}}
където честотата е в мегахерци {\displaystyle f[MHz]}.
На честота 1 MHz съответства дължина на вълната от приблизително 300 m. С увеличаване на честотата дължината на вълната намалява, и обратно, с намаляване на честотата дължината става по-голяма. Дължината на радиовълната пряко определя размерите на предавателните и приемателни радиоантени.

## Класификация
Класификацията на радиовълните може да се извърши в зависимост от дължината на вълната (честотата), начина на разпространение и вълновия фронт.

### Според дължината на вълната (честотата)
Радиовълните (радиочестоти), използвани в радиотехниката, заемат обхват (или спектър) от 100 km (3 kHz) до 0,1 mm (3000 GHz). Това е малка област от спектъра на електромагнитните вълни, обхващаща вълните с голяма дължина. След радиовълните, по степен на намаляване на дължината следва обхвата на оптичните вълни: инфрачервените лъчи, после са тесният участък на видимата светлина и ултравиолетовите лъчи. След тях са диапазоните нарентгеновите и гама лъченията. Всички те са електромагнитни трептения с една природа, различаващи се само по дължината на вълната и съответно по честотата.
Вътре в диапазона на радиочестотите също има обособени поддиапазони, но границите между тях са условни. Те следват един след друг, а понякога даже се припокриват. Най-общо според дължината на вълната радиовълните се делят на:
- свръхдълги λ = 10 – 100 km
- дълги λ = 1 – 10 km
- средни λ = 100 – 1000 m
- къси λ = 10 – 100 m
- ултракъси λ < 10 m
  - метрови λ = 1 – 10 m
  - дециметрови λ = 1 – 10 dm
  - сантиметрови λ = 1 – 10 cm
  - милиметрови λ = 1 – 10 mm
  - субмилиметрови λ = 0,1 – 1 mm.

Характеристиките на обхватите са описани подробно в раздела „Разпределение на радиочестотния спектър“.

### Според начина на разпространение
Радиовълните се разпространяват като директни (преки), повърхностни и пространствени (йоносферни). При разпространението си пространствените радиовълни достигат до йоносферата – най-горният слой на атмосферата на височина от 60 km до около 1000 km от земната повърхност. Йоносферата отразява радиовълните обратно към Земята, което позволява те да бъдат приемани на големи разстояния. Дългите пространствени вълни се отразяват в най-ниската част на йоносферата (слой D) и заглъхват бързо – не могат да се приемат на големи разстояния по земната повърхност. Средните и късите пространствени вълни се отразяват съответно от средните и високите слоеве на йоносферата и затова достигат до по-далечни разстояния. Средните вълни се отразяват от слоя Е, а късите – от слоя F. Слоеве F1 и F2 през нощта се сливат, за да образуват един слабо йонизиран слой, способен да поддържа само по-ниски честоти, обикновено в диапазона от 2 MHz до 6 MHz. Съотношението на слоевете не е фиксирано във времето.

### Според вълновия фронт
Фронтът на вълната се определя като повърхност, преминаваща през точки от пространството с еднаква фаза на напрегнатостта на полето и перпендикулярна на посоката на разпространение на вълната във всяка точка. В зависимост от фронта радиовълните се делят на сферични, цилиндрични и плоски.
Сферична вълна се получава ако в идеална среда съществува излъчвател, който излъчва равномерно във всички посоки (изотропен излъчвател). Цилиндрична вълна се получава ако в идеална среда съществува излъчвател, който излъчва равномерно само в радиална посока – линеен излъчвател. Плоска вълна би могла да се получи при разпространение на радиовълна в безкрайно дълга тръба с безкрайно проводими стени. Идеална плоска вълна в свободното пространство не съществува.

## Разпределение на радиочестотния спектър

### Диапазони
Международният съюз по далекосъобщения (МСД, ITU) има определен регламент за радиодиапазоните „Radio Regulations“, съгласно който радиовълните са разделени на диапазони с граници от 0,3·10N Hz до 3·10N Hz с ширина 1 декада, където N е номерът на диапазона. Според чл. 2, радиоспектърът се подразделя на девет честотни диапазона, които се обозначават с последователни цели числа, както е посочено в таблицата:
| Номер | Име и съкратено означение според честотата | Честоти        | Дължини на вълната † | Име и съкратено означение според дължината на вълната † | Приложение |
| ----- | ------------------------------------------ | -------------- | -------------------- | ------------------------------------------------------- | --- |
| 4     | Много ниски честоти (МНЧ, VLF)             | 3 – 30 kHz     | 10 – 100 km          | Свръхдълги вълни (СДВ)                                  | Служба за точно време, радиовръзки с подводници |
| 5     | Ниски честоти (НЧ, LF)                     | 30 – 300 kHz   | 1 – 10 km            | Дълги вълни (ДВ)                                        | Радиоразпръскване, радиовръзка със земна вълна, радионавигация |
| 6     | Средни честоти (СЧ, MF)                    | 300 – 3000 kHz | 100 – 1000 m         | Средни вълни (СВ)                                       | Радиоразпръскване, радиовръзка със земна и йоносферна вълна |
| 7     | Високи честоти (ВЧ, HF)                    | 3 – 30 MHz     | 10 – 100 m           | Къси вълни (КВ)                                         | Радиоразпръскване и йоносферна радиокомуникация, задхоризонтни радари, уоки-токита |
| 8     | Много високи честоти (МВЧ, VHF)            | 30 – 300 MHz   | 1 – 10 m             | Метрови вълни (МВ)                                      | Телевизия, радиоразпръскване, радиолокация, радиовръзка с директна и тропосферна вълни, уоки-токита, УВЧ терапия                                                                                          |
| 9     | Ултрависоки честоти (УВЧ, UHF)             | 300 – 3000 MHz | 1 – 10 dm            | Дециметрови вълни (ДмВ)                                 | Телевизия, радиолокация, радиовръзка с директна и тропосферна вълни, мобилни телефони, уоки-токита, микровълнови печки, сателитна навигация.                                                              |
| 10    | Свръхвисоки честоти (СВЧ, SHF)             | 3 – 30 GHz     | 1 – 10 cm            | Сантиметрови вълни (СмВ)                                | Радиолокация, интернет, сателитно телевизионно излъчване, директна сателитна и радиокомуникация, безжични компютърни мрежи.                                                                               |
| 11    | Крайно високи честоти (КВЧ, EHF)           | 30 – 300 GHz   | 1 – 10 mm            | Милиметрови вълни (МмВ)                                 | Радиоастрономия, високоскоростни радиорелейни комуникации, радари (метеорологичен, контрол на оръжията), медицина, сателитна радиокомуникация.                                                            |
| 12    | Хипервисоки честоти (ХВЧ, THF)             | 300 – 3000 GHz | 0,1 – 1 mm           | Субмилиметрови вълни (СммВ)                             | Експериментална „терахерцова камера“, която улавя изображения в дълговълново IR (което се излъчва от топлокръвни организми, но за разлика от IR с по-къса вълна, не се забавя от диелектрични материали). |

† Тези колони липсват в таблицата от Radio Regulations

### В България
В България разпределението на ползването на радиочестотния спектър в рамките на страната се осъществява от Комисията за регулиране на съобщенията. Тя изготвя „Национален план за разпределение на радиочестотния спектър на радиочестоти и радиочестотни ленти за граждански нужди, за нуждите на отбраната и сигурността, както и за съвместно ползване между тях“. С този план се определя как да се използват честотите между 9 kHz и 400 GHz между различните им ползватели. За някои от честотите, към които има голям интерес, се обявяват конкурси за даването на разрешение за ползването им – такива са например честотите за осъществяване на мобилни телефонни комуникации.
Диапазонът на радиовълните, предназначени за радио и телевизионно разпръскване, е разпределен чрез международни съглашения на отделни обхвати (диапазони) и е обект на специални закони по отношение на използването му. Тук по-често се използват означенията в честота:
| Честотна лента     | Вълнов обхват   | Вид вълни (съкращение)                   | Предназначение                    |
| ------------------ | --------------- | ---------------------------------------- | --------------------------------- |
| 148,5 – 285 kHz    | 2020 – 1052,6 m | Дълги вълни (ДВ/LW)                      | наземно радиоразпръскване         |
| 526,5 – 1606,5 kHz | 570 – 186,7 m   | Средни вълни (СВ/MW/AM)                  | наземно радиоразпръскване         |
| 3950 – 4063 kHz    | 76 – 73,8 m     | Къси вълни (КВ/SW)                       | наземно радиоразпръскване         |
| 5900 – 6200 kHz    | 50,8 – 48,3 m   | Къси вълни (КВ/SW)                       | наземно радиоразпръскване         |
| 7100 – 7350 kHz    | 42,25 – 40,8 m  | Къси вълни (КВ/SW)                       | наземно радиоразпръскване         |
| 9500 – 9900 kHz    | 31,6 – 30,3 m   | Къси вълни (КВ/SW)                       | наземно радиоразпръскване         |
| 11650 – 12075 kHz  | 25,75 – 24,84 m | Къси вълни (КВ/SW)                       | наземно радиоразпръскване         |
| 13600 – 13800 kHz  | 22,05 – 21,74 m | Къси вълни (КВ/SW)                       | наземно радиоразпръскване         |
| 15100 – 15600 kHz  | 19,54 – 19,87 m | Къси вълни (КВ/SW)                       | наземно радиоразпръскване         |
| 17550 – 17900 kHz  | 17,09 – 16,76 m | Къси вълни (КВ/SW)                       | наземно радиоразпръскване         |
| 21450 – 21850 kHz  | 14 – 13,73 m    | Къси вълни (КВ/SW)                       | наземно радиоразпръскване         |
| 25670 – 26100 kHz  | 14 – 11,49 m    | Къси вълни (КВ/SW)                       | наземно радиоразпръскване         |
| 87,5 – 108 MHz     | 3,43 – 2,77 m   | Ултракъси вълни (УКВ/FM)                 | наземно радиоразпръскване         |
| 174 – 230 MHz      | 1,724 – 1,304 m | Ултракъси вълни (МВ/HF), 6 – 12 канал    | наземно телевизионно разпръскване |
| 470 – 822 MHz      | 63,83 – 36,5 cm | Ултракъси вълни (ДМВ/UHF), 21 – 68 канал | наземно телевизионно разпръскване |
| 11,7 – 12,5 GHz    | 2,56 – 2,4 cm   | Свръхкъси вълни (СКВ/Ku-Band)            | спътниково ТВ-радиоразпръскване   |
| 40 – 42,5 GHz      | 7,5 – 7,06 mm   | Свръхкъси вълни (СКВ/Ka-Band)            | спътниково ТВ-радиоразпръскване   |
| 84 – 86 GHz        | 3,57 – 3,48 mm  | Свръхкъси вълни (СКВ/Ki-Band)            | спътниково ТВ-радиоразпръскване   |

## Разпространение
Енергията, която пренасят електромагнитните вълни, зависи от мощността на генератора (радиопредавателя) и разстоянието до него. Научно казано, това звучи така: потокът енергия на единица площ е право пропорционален на излъчената мощност и обратно пропорционален на квадрата на разстоянието до предавателя. Това означава, че далечината на приемане зависи от мощността на предавателя, но в по-голяма степен зависи от разстоянието до него. Например, енергийният поток на електромагнитното излъчване от Слънцето достига до 1 киловат на квадратен метър {\displaystyle (kW/m}2{\displaystyle )} на повърхността на Земята, а потокът енергия на една средновълнова предавателна станция – едва хилядни или даже милионни части от ват на квадратен метър {\displaystyle (mW/m}2, {\displaystyle \mu W/m}2{\displaystyle )}.
Радиовълните се излъчват чрез антена и се разпространяват във вид на енергия на електромагнитното поле. И въпреки че природата на радиовълните е една, тяхната способност за разпространение силно зависи от дължината на вълната. Земята представлява електрически полупроводник и преминавайки над повърхността ѝ, радиовълните постепенно отслабват. Това се дължи на факта, че електромагнитните вълни индуктират ток на повърхността на планетата, с което се губи и част от енергията. Тоест, енергията се поглъща от Земята, при това толкова повече, колкото е по-къса вълната (по-висока честотата). Енергията отслабва още и защото радиоизлъчването се разпространява във всички посоки, и следователно, колкото по-отдалечен е приемникът от предавателя, толкова по-малко енергия се пада на единица площ и толкова по-малко попада в антената.

## Свойства
Основни свойства на радиовълните са отражение, пречупване, затихване, поглъщане, разсейване, дифракция, интерференция и др.
Електромагнитните вълни свободно преминават безпрепятствено през въздуха и космическото пространство, но ако на пътя им има метален проводник, антена или друго електропроводимо или полупроводящо тяло, то вълните отдават част от своята енергия на този обект, създавайки по този начин променлив ток в него. Част от излъчената енергия се отразява от повърхностите. Върху това свойство е основана радиолокацията. Излъчени в затворено пространство могат да възникнат стоящи вълни.
Дифракция на вълните се нарича способността им да заобикалят препятствия по пътя си. Това е възможно, само ако телата са по-малки от дължината на вълната или са сравними с нея. Например, за да бъде засечен самолет, дължината на вълната на радиолокатора трябва да бъде по-малка от геометрическите размери на самолета (по-малка от 10 m). Ако тялото е по-голямо от дължината на вълната, то може да я отрази. Има обаче и случаи, в които тялото може и да не отрази радиовълната, например, ако е изградено по технологията „Стелт“. Дифракцията при радиовълните се обяснява със загубите на енергия при поглъщането ѝ от препятствията. Коефициентът на поглъщане е правопропорционален на честотата:
{\displaystyle \delta ={\omega  \over c}p} ,
където {\displaystyle \omega ={2\pi f}} e кръговата честота, {\displaystyle c} e скоростта на светлината, а {\displaystyle p} e имагинерна съставна на комплексната диелектрична проницаемост на материята на препятствието. Затова дифракцията е най-силно изразена при свръхдългите и дългите повърхностни вълни, а при ултракъсите вълни практически дифракция не съществува.